# Julian Fałat

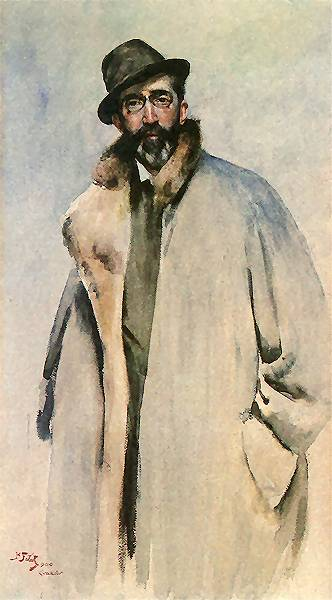
Người đàn ông mặc áo khoác, tranh của Julian Fałat, 1900

Julian Fałat (sinh ngày 30 tháng 7 năm 1853 tại Tuligłowy lân cận Lwów - mất ngày 9 tháng 7 năm 1929 tại Bystra Śląska) là một họa sĩ người Ba Lan. Ông là một trong những họa sĩ Ba Lan giỏi nhất về sử dụng màu nước để vẽ tranh.

## Tiểu sử
Ban đầu, Julian Fałat làm học trò của họa sĩ Władysław Łuszczkiewicz tại Trường Mỹ thuật Kraków. Sau đó, ông chuyển đến học tại Học viện Nghệ thuật Munich. Julian Fałat thực hiện một số chuyến đi khắp Châu Âu và Châu Á trong năm 1885. Những nghiên cứu từ các chuyến đi này về sau trở nên hữu ích cho ông trong quá trình tạo ra các tác phẩm nghệ thuật. Chủ đề tiêu biểu trong các tác phẩm của Julian Fałat là phong cảnh Ba Lan, cảnh săn bắn, tranh chân dung và nghiên cứu từ các chuyến đi. Năm 1886, Julian Fałat nhận lời mời làm họa sĩ triều đình tại Berlin của Wilhelm II - vị Hoàng đế Đức sau này.
Julian Fałat được chôn cất tại nghĩa trang ở Bystra. Một bảo tàng ở Ba Lan được đặt theo tên ông - Bảo tàng Julian Fałat - để thu thập và giới thiệu những thành tựu nghệ thuật của Julian Fałat.
Julian Fałat có ba người con. Trong đó, Kazimierz (Togo) (1904–1981) nối gót cha trở thành họa sĩ màu nước.

## Danh mục
Maciej Masłowski: Julian Fałat, Warsaw 1964, ed."Arkady".